# Ácido isocítrico
Ácido isocítrico ou isocitrato é um produto intermediário no ciclo de Krebs.